# Earl of Dunraven and Mount-Earl

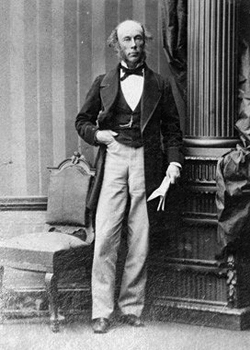
Edwin Wyndham-Quin, 3. Earl of Dunraven and Mount-Earl, 1861

Earl of Dunraven and Mount-Earl (meist nur Earl of Dunraven genannt) war ein erblicher britischer Adelstitel in der Peerage of Ireland.
Familiensitze waren Dunraven Castle bei Southerndown in Südwales, Adare Manor in Adare im County Limerick und Kilgobbin House ebenfalls in Adare.

## Verleihung und nachgeordnete Titel
Der Titel wurde am 5. Februar 1822 für Valentine Quin, 1. Viscount Mount-Earl, geschaffen. Zusammen mit dem Earldom wurde ihm der nachgeordnete Titel Viscount Adare verliehen.
Er war bereits am 8. Juni 1781 zum Baronet, of Adare in the County of Limerick, am 31. Juli 1800 zum Baron Adare, of Adare in the County of Limerick, und am 5. Februar 1816 zum Viscount Mount-Earl erhoben worden. Alle diese nun nachgeordneten Titel gehörten ebenfalls zur Baronetage bzw. Peerage of Ireland. Der älteste Sohn des Earls führte als voraussichtlicher Titelerbe (Heir apparent) den Höflichkeitstitel Viscount Adare.
Am 12. Juni 1866 wurde dem 3. Earl in der Peerage of the United Kingdom der Titel weitere nachgeordnete Baron Kenry, of Kenry in the County of Limerick, verliehen. Mit diesem Titel war im Gegensatz zu den irischen Titeln ein erblicher Sitz im House of Lords verbunden. Dieser Titel erlosch, als sein Sohn, der 4. Earl, am 14. Juni 1926 starb.
Als der 7. Earl am 25. März 2011 ohne männliche Nachkommen starb, erloschen seine Adelstitel.

## Liste der Earls of Dunraven and Mount-Earl (1822)
- Valentine Quin, 1. Earl of Dunraven and Mount-Earl (1752–1824)
- Windham Quin, 2. Earl of Dunraven and Mount-Earl (1782–1850)
- Edwin Wyndham-Quin, 3. Earl of Dunraven and Mount-Earl (1812–1871)
- Windham Wyndham-Quin, 4. Earl of Dunraven and Mount-Earl (1841–1926)
- Windham Wyndham-Quin, 5. Earl of Dunraven and Mount-Earl (1857–1952)
- Richard Wyndham-Quin, 6. Earl of Dunraven and Mount-Earl (1887–1965)
- Thady Wyndham-Quin, 7. Earl of Dunraven and Mount-Earl (1939–2011)